# 세현 (2000년)
세현 (본명: 김세현, 2000년 6월 25일 ~ )은 대한민국의 가수이자, 대한민국의 보이 그룹 DKZ의 멤버이다.